# Joseph Raskin

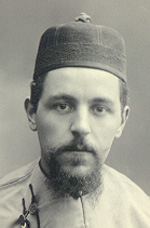
Joseph Raskin

Joseph Raskin CICM (* 21. Juni 1892 in Hasselt (Belgien); † 18. Oktober 1943 in Dortmund) war ein belgischer römisch-katholischer Geistlicher, Scheut-Missionar und Märtyrer.

## Leben
Joseph Raskin wurde in Stevoort (heute ein Stadtteil von Hasselt) geboren und besuchte das Gymnasium in Sint-Truiden. In der religiösen Atmosphäre seines Elternhauses reifte der Entschluss, Priester zu werden. (Fünf der zehn Kinder der Familie wählten den geistlichen Stand.) Noch als Schüler entschloss er sich, Missionar zu werden. 1910 trat er bei den von Théophile Verbist gegründeten Scheut-Missionaren ein. Am 25. Juli 1914 wurde er zum Diakon geweiht und im Ersten Weltkrieg zum Kriegsdienst eingezogen. Er diente als Sanitäter und als Militärseelsorger. Die Soutane tragend, nutzte er in vorderster Linie an der Yser sein Künstlertalent, um die feindliche Front in den Flandernschlachten zu zeichnen. Er wurde von den Deutschen gefangen genommen und (wegen der fehlenden Uniform) zum Tode verurteilt, konnte aber fliehen und im belgischen Generalstab dienen.
1920 wurde Raskin zum Priester geweiht. Sein Orden entsandte ihn in die Chinamission. Seine Sprachbegabung half ihm, erstaunlich schnell Chinesisch in Wort und Schrift zu lernen. Er war zunächst Seelsorger in der Inneren Mongolei. Danach unterrichtete er Naturwissenschaften an einem katholischen Gymnasium im Bistum Chongli-Xiwanzi und wurde schließlich zum Schulleiter ernannt. 1934 rief ihn sein Ordensoberer zurück nach Belgien. Er arbeitete in der Missionsprokur im Stadtteil Scheut von Anderlecht und sprach in Hunderten von Pfarreien in ganz Belgien über die Chinamission seines Ordens.
Nach Ausbruch des Zweiten Weltkriegs gehörte er 1940 zu den geistlichen Betreuern der Königsfamilie. Am 1. Mai 1942 wurde er wegen (von Lichtervelde ausgehenden) Widerstandsaktivitäten (vor allem in der Operation Columba) verhaftet und kam in das KZ Esterwegen. Er wurde vom Volksgerichtshof zum Tode verurteilt und am 18. Oktober in Dortmund im Alter von 51 Jahren enthauptet.
Raskin ist der Onkel der Schriftstellerin Brigitte Raskin, die 1994 über ihn eine Biografie veröffentlichte.

## Gedenken
In Aarschot, dem Wohnort seiner Eltern ab 1910, ist der Uferweg Pater Raskinkade nach ihm benannt. Sein Denkmal (von Tony Blickx 1926–2000) steht am Schnittpunkt von Amerstraat, Bogardenstraat und De Beckerstraat. Ein weiteres Exemplar des Denkmals befindet sich in seinem Geburtsort Stevoort (Hasselt). Dort und in seinem Urteilsort Papenburg (Pater-Raskin-Straße) sind Straßen nach ihm benannt.